# 彭一書
彭一書（1981年10月28日—），中華民國政治人物，民主進步黨籍，現任新北市市議員。2022年宣布接棒父親彭成龍參選民進黨新北市第八選區議員初選。2022年5月初選民調結果，以第五名通過民主進步黨(土城，樹林，三峽，鶯歌)議員民調初選，並於2022年11月以22,779票當選新北市第八選區市議員。

## 選舉紀錄
| 年度 | 選舉屆數             | 選舉區           | 所屬政黨   | 得票數 | 得票率 | 當選標記 | 備註  |
| ---- | -------------------- | ---------------- | ---------- | ------ | ------ | -------- | ----- |
| 2022 | 第四屆新北市議員選舉 | 新北市第八選舉區 | 民主進步黨 | 22,779 | 8.43%  |          | [ 8 ] |

## 外部連結
- 彭一書的Facebook專頁（页面存档备份，存于）
- 彭一書的YouTube頻道（页面存档备份，存于）